# Suppressed News
Suppressed News è un cortometraggio muto del 1914 diretto da Oscar Eagle. Prodotto dalla Selig, il film era interpretato da Harold Vosburgh, Adrienne Kroell, Ralph Delmore, Jack Nelson e Walter Roberts.

## Trama
Accompagnata Mildred Latham da suo padre Horace, presidente di una grande banca, George Garfield, famoso giornalista, si rende conto che nell'ufficio vibra una strana eccitazione e, da buon reporter, fiuta uno scoop. Liberatosi della segretaria, origlia nella stanza dove si tiene una riunione, ma uno starnuto lo tradisce. Latham, il presidente, lo sorprende a spiare e, dopo averlo bloccato, per impedire che diffonda la notizia che la banca è sull'orlo del fallimento, lo chiude in anticamera. Prima che i sequestratori si accorgano che nella stanza c'è un telefono, lui riesce a contattare Mildred che si precipita in banca. Lui, dalla finestra, le fa arrivare un taccuino dove ha scritto l'articolo che lei si premura di portare in redazione. Al giornale, il pezzo di George provoca grande eccitazione e viene battuto in gran velocità per poterlo fare uscire con l'edizione successiva. Il giornalista, intanto, sempre chiuso in anticamera, si appisola e, nel sonno, vede come potrebbe finire la vicenda che sta vivendo, con le numerose tragedie che potrebbero seguire, provocate dalla propagazione della notizia. George è svegliato di soprassalto dal rumore di applausi che proviene dalla stanza vicina: i banchieri sono riusciti a trovare i fondi per evitare il fallimento. L'unico problema è quello di evitare a ogni costo che la notizia della possibilità del fallimento possa diffondersi, provocando panico. George, allora, si pente di aver scritto l'articolo e si offre di andare al giornale per ritirarlo. Ma in redazione, il suo capo rifiuta categoricamente di sopprimere la notizia e i due finiscono per litigare. Field, il direttore, preso dalla foga, ha un mancamento e sviene. George ne approfitta e, fingendo di essere il caporedattore, ordina per telefono di non stampare il pezzo. All'alba, i banchieri attendono con ansia l'uscita del giornale che, con loro sollievo, riporta la notizia che la banca è salva. George, dal canto suo, finita quella notte di stress, si lascia cadere su una sedia, singhiozzando per aver tradito la sua professione. Mildred lo prende tra le braccia e lo consola.

## Produzione
Il film fu prodotto dalla Selig Polyscope Company.

## Distribuzione
Distribuito dalla General Film Company, il film - un cortometraggio in una bobina - uscì nelle sale cinematografiche statunitensi il 10 marzo 1914.